# Fårabäck, Kristianstads kommun
Fårabäck är ett fritidshusområde i Trolle-Ljungby distrikt, Kristianstads kommun i Skåne län, beläget vid havet i Hanöbukten. 2015 bestod området av 93 fritidshus och hade en areal på 17 hektar enligt SCB:s statistik.
Väst/sydväst om området börjar Rinkaby skjutfält.